# D-Pad Hero
D-Pad Hero è un videogioco musicale per Nintendo Entertainment System pubblicato nel 2009. Un sequel, dal titolo D-Pad Hero 2, è stato messo in commercio nel 2010.

## Modalità di gioco
Il gameplay è molto simile a quello di Guitar Hero e Rock Band. 
Le note cadono dall'alto verso il basso dello schermo in sincronia con la musica. Come raggiungono una soglia i giocatori devono premere i pulsanti corrispondenti sul controller (A e B, singolarmente o insieme ad un tasto direzionale). Se il giocatore colpisce la sequenza corretta di pulsanti al momento giusto la traccia di chitarra nella canzone continuerà. Se invece sbaglierà tempismo la traccia di chitarra sarà silenziata fino a quando il giocatore colpirà con successo una nota.
Il gioco contiene versioni chiptune di alcuni brani famosi, tra cui Sweet Child o' Mine dei Guns N' Roses, The Way You Make Me Feel di Michael Jackson, Countdown to Extinction dei Megadeth e Burning Love di Elvis Presley. È presente anche una modalità "Listen", in cui si può ascoltare una canzone e osservare il passaggio delle note senza giocare.

## Accoglienza
1UP.com l'ha inserito nella sua lista "31 videogiochi homebrew che dovete giocare", evidenziando la sua difficoltà. Anche la rivista tedesca Games, Entertainment, Education pubblicò una recensione positiva.